# 大朝山西镇
大朝山西镇，原称大石乡，是中华人民共和国云南省临沧市云县下辖的一个乡镇级行政单位。

## 行政区划
大朝山西镇下辖以下地区：
大朝山村、纸山箐村、菖蒲塘村、文物村、坡头村、邦旭村、背阴寨村、昔元村、蒿子坝村和龙潭村。